# Santa Lucía, Puebla
Santa Lucía är en ort i Mexiko.   Den ligger i kommunen Tenampulco och delstaten Puebla, i den sydöstra delen av landet, 200 km öster om huvudstaden Mexico City. Santa Lucía ligger 83 meter över havet och antalet invånare är 362.
Terrängen runt Santa Lucía är platt åt nordost, men åt sydväst är den kuperad. Runt Santa Lucía är det ganska tätbefolkat, med 104 invånare per kvadratkilometer. Närmaste större samhälle är San José Acateno, 16,1 km öster om Santa Lucía. Omgivningarna runt Santa Lucía är en mosaik av jordbruksmark och naturlig växtlighet.